# 今夜もドル箱
『今夜もドル箱』（こんやもドルばこ）は、1995年10月から1998年3月まで放送していたパチンコスタジアムの名称を変更して始まった番組で、1998年4月からスタートし2005年10月6日までテレビ東京で毎週木曜深夜24:09 - 24:50に放送されていた、パチンコをテーマにした深夜バラエティ番組である。2004年9月までは『今夜も千両箱』（千両箱を「ドル箱」と読ませた）と言う表題で放送されていた。放送開始当初はモノラル放送だったが、後にステレオ放送になった。
2006年4月2日から毎週日曜日深夜2:00 - 2:30に『今夜もドル箱!!R』としてレギュラー放送が復活、2007年4月29日から2008年3月22日まで、土曜未明（日曜日午前4時頃）月1回放送。
2008年4月1日より、毎週火曜日25:00 - 25:30（第1回の放送は『ガイアの夜明け6周年スペシャル』の放送により30分繰り下げて25:30 - 26:00）に『今夜もドル箱!!』として、山崎まさやの司会による週1回の放送になる。また、これと同時に、BSジャパンの時差ネットも開始された（毎週土曜日24:30 - 25:00、4日遅れ）。
その後、『今夜もドル箱S』『今夜もドル箱V』という風にタイトルを変えていき、2016年10月5日からは『激!今夜もドル箱』が放送。
2022年4月からは『SHOW激!今夜もドル箱』が開始。
『今夜もドル箱V』以降はパチンコチェーン楽園を運営している浜友A.L.がスポンサーを務めており、楽園チェーンをロケ地にしているほか、楽園グループのマスコットキャラクターも番組に登場している。
2025年3月末にて「SHOW激!今夜もドル箱」が終了。1995年前身番組からナレーターを務めていた櫻庭裕士が、番組30周年を機に番組を卒業となった。
2025年4月からは『激推し!今夜もドル箱』が開始。

## 概要
「名人」と称される司会のタレントとゲストのタレント（『今夜もドル箱』のごく初期は視聴者参加もあった）が、全国各地のパチンコ店で規定の金額内・制限時間内の遊技による出玉数を競うことが基本構成。出演者の軍資金は自腹で支出するルール。ルールは司会者や風営法の改正に伴うパチンコ内規の変化によりに変わっていった。

## ルール

### 斉木名人時代-内山名人時代
運試し勝負
激辛ロシアンルーレットなどの簡単なゲームを行い、敗者は勝者の最初の3000円を負担しなければいけない。
ゲストが複数いても敗者は必ず1人に設定され、その場合の敗者は勝者の人数分だけ負担する。
ただし、敗者が本戦で勝者より先に大当たりを出せば、勝者から3000円を返してもらえる。
ハワイ旅行の条件
斉木がMCだった初期から内山名人時代は1人で10000発-20000発でハワイ旅行を獲得することができた。チームバトルになってからは2人の合計10000発前後で推移している。
ラッキーリーチ
特定のリーチアクションで大当たりした場合、獲得者と抽選に当たった視聴者が温泉宿泊券を獲得することができた。時期によっては商品のキャリーオーバーも存在した。

## シリーズの変遷
- 2005年10月6日の放送をもって、いったん幕を閉じた（当初は同年9月29日放送終了予定だったが、放送当日にプロ野球阪神タイガースの祝勝会の模様を中継したため1週延期した）。
- 2006年4月2日深夜（日付的には4月3日未明）に『今夜もドル箱!!R』としてレギュラー放送が復活した。司会は引き続き、内山信二。
- 2007年3月29日をもってレギュラー放送を一時終了。
- 2007年4月29日早朝より放送時間を46分間に拡大した上で『月刊今夜もドル箱!!R』のタイトルで月1回の不定期放送を開始。
- 2008年4月1日深夜に『今夜もドル箱!!』としてレギュラー放送を再開。番組内でハイビジョン制作のロゴがつくが（2008年7月以降は表示なし）、デジタル放送では標準画質で収録したものを画面比率16:9に引き伸ばして放送（『元祖!でぶや』でも使用したいわゆる「なんちゃってハイビジョン」）。
- 2011年3月29日を以って『今夜もドル箱!!』としては終了し、4月5日からは『今夜もドル箱!!S』としてリニューアルされた。番組キャラクターとして「プチかおりっきぃ」が登場（エンジェルとデビルの2人組）。スポンサーがマルハンの一社提供になる。
- 2013年9月24日を以って『今夜もドル箱!!S』は終了。10月1日からは『今夜もドル箱V』としてリニューアル。スポンサーがマルハンから浜友観光（現・浜友A.L.、楽園グループ）に交代した。登場キャラクターも楽園グループのマスコットキャラクター（パラオくん・ヤバイラー）に交代。
- 2016年9月27日を以って『今夜もドル箱V』は終了[3]。10月5日未明からは『激!今夜もドル箱』としてリニューアル[4]。

## 今夜もドル箱!!R（レギュラー放送） 〜放送内容〜
放送日はテレビ東京
- 第1回 2006年4月2日 ゲスト 原口あきまさ 対戦台 CRぱちんこ冬のソナタ（京楽産業）
出玉 ゲ 6,782発 内 4,699発 温泉 伊豆多賀温泉 ニューとみよし 千代田区あたりや神田店
- 第2回 2006年4月9日 ゲスト 根本はるみ 対戦台 CR新世紀エヴァンゲリオン・セカンドインパクト（ビスティ）
出玉 ゲ 3,504発 内 0発 温泉 伊豆修善寺温泉 ○久旅館 中央区ピーアーク銀座ネオ
- 第3回 2006年4月16日 ゲスト 大原かおり 対戦台 CR所さんのすんごいパチンコ台（大一商会）
出玉 ゲ 1,685発 内 7,239発 温泉 長野県 ホテル白馬 千葉市 SEEDS 幕張店
- 第4回 2006年4月23日 ゲスト つるの剛士 対戦台 CRゴルゴ13 Strikes Again（平和）
出玉 ゲ 7,091発 内 9,715発 市川市妙典 ルモンド 温泉 奥鬼怒・川俣温泉 ふくよ館
内山はつるのに再戦を希望したが断られた。（真偽は不明）
- 第5回 2006年4月30日 ゲスト 瀬川瑛子 対戦台 CRビックリマン2000（マルホン工業）
出玉 ゲ 768発 内 9,323発 台東区 上野みとや
- 第6回 2006年5月7日 ゲスト 前田健 対戦台 CR新がきデカ（サンセイR&D）
出玉 ゲ 469発 内 23,378発 温泉 筑波山温泉 一望 豊島区あたりや池袋西口店
- 第7回 2006年5月14日 ゲスト クロちゃん（安田大サーカス） 対戦台 CRフィーバーインディ・ジョーンズ（SANKYO）
出玉 ゲ 9,250発 内 0発 両人ともスキンヘッドで兄弟のようだった。温泉 熱川温泉 カターラ福島屋 埼玉県ラカータ407レボリューション狭山店
- 第8回 2006年5月21日 ゲスト コージー冨田 対戦台 CRゲゲゲの鬼太郎3（藤商事）
出玉 ゲ 0発 内 11,766発 温泉 三原山温泉 大島温泉ホテル 埼玉県第一プラザ西浦和店
- 第9回 2006年5月28日 ゲスト 上島竜兵（ダチョウ倶楽部） 対戦台 CRフィーバーパワフルZERO（SANKYO）
出玉 ゲ 0発 内 5,037発 上島はいまいちパッとせず、自身のギャグであるクルリンパを内山にやられてしまう。温泉 塩原温泉 元泉館 神奈川県THECITY
- 第10回 2006年6月11日 ゲスト 小林恵美 対戦台 CRエースをねらえ!（平和）
出玉 ゲ 1,321発 内 8,577発 内山はデレデレ。何と1箱（推定1,800発）を小林にあげてしまった。テレビ東京では朝5:00からの放送。温泉 万座温泉 万座温泉ホテル 千葉県プラザDO
- 第11回 2006年6月18日 ゲスト ゆうたろう 対戦台 CRスーパー海物語（三洋物産）
出玉 ゲ 0発 内 3,309発 温泉 伊豆長岡温泉 えびすや 板橋区フェスタ板橋店
- 第12回 2006年6月25日 ゲスト ヒロシ 対戦台 CRパチンコマン（エース電研）
出玉 ゲ 886発 内 6,984発 計 7,870発 ヒロシ、内山が悪口を言うのを気にする。温泉 塩原温泉 上会津屋 埼玉県T-NET南越谷店
- 第13回 2006年7月2日 ゲスト 根本はるみ 対戦台 CR新世紀エヴァンゲリオン・セカンドインパクト（ビスティ）
出玉 ゲ 5,425発 内 2,936発 計 8,361発 テレビ東京では26:06から[5]の放送。この回からドル箱エンジェルス[6]が登場。 府中市パチンコ7東府中店
- 第14回 2006年7月9日 ゲスト 前田健 対戦台 CR大陸物語（タイヨーエレック）
出玉 ゲ 7,748発 内 19,483発 計 27,231発 内山、あと500発と惜しくも20,000発ならず。
- 第15回 2006年7月16日 ゲスト 蒼井そら 対戦台 CRぱちんこ冬のソナタ（京楽産業）
出玉 ゲ 2,816発 内 0発 計 2,816発
- 第16回 2006年7月23日 ゲスト 野々村真 対戦台 CRスーパー海物語（三洋物産）
出玉 ゲ 8,765発 内 15,103発 計 23,868発
- 第17回 2006年7月30日 ゲスト HIRO（安田大サーカス） 対戦台 CR北斗の拳（サミー）
出玉 ゲ 2,997発 内 0発 計 2,997発 「スリムな内山君」と言われ内山困惑。
- 第18回 2006年8月6日 ゲスト 肥後克広（ダチョウ倶楽部） 対戦台 CR中森明菜・歌姫伝説（大一商会）
出玉 ゲ 1,362発 内 1,537発 計 2,899発
- 第19回 2006年8月13日 ゲスト マギー審司 対戦台 パチスロ北斗の拳SE（サミー）
出玉 ゲ -枚 内 -枚 計 1,057枚 番組初のパチスロ対決。
- 第20回 2006年8月20日 ゲスト 大原かおり 対戦台 DAWN of the FANTASY CRパチクエ（サンセイR&D）
出玉 ゲ 70発 内 120発 計 190発 テレビ東京では26:56から[7]の放送。
- 第21回 2006年8月27日 ゲスト パッション屋良 対戦台 CRぱちんこジョーズ（京楽産業）
出玉 ゲ 3,611発 内 4,574発 計 8,185発
- 第22回 2006年9月10日 ゲスト 橋本志穂 対戦台 CRやすしきよし（豊丸産業）
出玉 ゲ 0発 内 3,682発 計 3,682発
- 第23回 2006年9月17日 ゲスト 優木まおみ 対戦台 CR探偵物語（平和）
出玉 ゲ 0発 内 1,531発 計 1,531発
- 第24回 2006年9月24日 ゲスト 愛川ゆず季 対戦台 CR大ピラミッ伝（高尾）
出玉 ゲ 0発 内 1,680発 計 1,680発 巨乳が売りの愛川登場に内山が大喜びするも、亀ストラップの効果が全く出ず惨憺たる結果に。
- 第25回 2006年10月5日 ゲスト 椿鬼奴 対戦台 CRアクアポリス2（マルホン工業）
出玉 ゲ 7,575発 内 12,349発 計 19,924発 テレビ東京では木曜洋画劇場の20分拡大のため26:35からの放送。
- 第26回 2006年10月12日 ゲスト ドル箱エンジェルス（高田恵梨子と藤原郁美） 対戦台 CR松浦亜弥（ビスティ）
出玉 ゲ 0発 内 1,872発 計 1,872発 テレビ東京では26:30から[8]の放送。「ゲストの前田健の入りが遅れている」と騙し内山VSドル箱エンジェルスの直接対決を敢行。内山の面目を保つ。
- 第27回 2006年10月19日 ゲスト 団長安田 対戦台 CR信長の野望（ニューギン）
出玉 ゲ 9,443発 内 1,451発 計 10,894発 内山、安田大サーカスの3人に全敗。
- 第28回 2006年10月26日 ゲスト くわばたりえ（クワバタオハラ） 対戦台 CR FEVER電車でGO!2（SANKYO）
出玉 ゲ 0発 内 1,798発 計 1,798発
- 第29回 2006年11月2日 ゲスト 原口あきまさ 対戦台 CRベルサイユのばらII（エース電研）
出玉 ゲ 0発 内 3,224発 計 3,224発 台東区上野 アクア 温泉 筑波山温泉 一望
- 第30回 2006年11月9日 ゲスト 前田健 対戦台 CR小柳ルミ子（西陣）
出玉 ゲ 8,619発 内 19,793発 計 28,412発 大田区大森 ヘリオス 温泉 喜代治館
- 第31回 2006年11月16日 ゲスト 根本はるみ 対戦台 CRぱちんこ華王美空ひばり（京楽産業）
出玉 ゲ 11,672発 内 2,430発 計 14,102発 葛飾区水元 ハッピー 温泉 塩原温泉 元泉館
- 第32回 2006年11月23日 ゲスト 城咲仁 対戦台 CRアメリカンドリーム（三洋物産）
出玉 ゲ 6,452発 内 9.592発 計 16,044発
- 第33回 2006年11月30日 ゲスト パッション屋良 対戦台 CRランボー（平和）
出玉 ゲ 3,406発 内 2,933発 計 5,805発
- 第34回 2006年12月7日 ゲスト 二宮歩美 対戦台 CRドンガガに眠る秘宝（豊丸産業）
出玉 ゲ 13,104発 内 1,688発 計 14,792発 テレビ東京では木曜洋画劇場の30分拡大のため26:45からの放送。
- 第35回 2006年12月14日 ゲスト 神奈月 対戦台 CRバルタン星人!?（エース電研）
出玉 ゲ 0発 内 2,430発 計 2,430発
- 第36回 2006年12月21日 ゲスト 村上ショージ 対戦台 CR湘南爆走族（大一商会）
出玉 ゲ 1,231発 内 678発 計 1,909発 千代田区 ロイヤル
- 第37回 2006年12月28日 ゲスト 大原かおり 対戦台 CRウッディー・ウッドペッカー2（マルホン工業）
出玉 ゲ 10,670発 内 4,866発 計 15,536発 藤沢市 MQ本藤沢店
- 第38回 2007年1月11日 ゲスト 松尾伴内 対戦台 CR暴れん坊将軍2（藤商事）
出玉 ゲ 0発 内 1,622発 計 1,622発 横浜市旭区 MQ上川井店
- 第39回 2007年1月18日 ゲスト マギー審司 対戦台 CR清流物語（三洋物産）
出玉 ゲ 7,772発 内 0発 計 7,772発
- 第40回 2007年1月25日 ゲスト ダチョウ倶楽部 対戦台 CRフィーバーボビーとダチョウ倶楽部の世界紀行（SANKYO）
出玉 ゲ 3,998発 内 23,254発 計 27,252発 ダチョウ倶楽部本人が出演しているパチンコ台ということで珍しく3人そろって出場。
- 第41回 2007年2月1日 ゲスト 根本はるみ 対戦台 CR大江戸捜査網（藤商事）
出玉 ゲ 2,927発 内 3,062発 計 5,989発 テレビ東京では木曜洋画劇場の30分拡大のため26:45からの放送。
- 第42回 2007年2月8日 ゲスト ランディ・マッスル 対戦台 CRTRF（サンセイR&D）
出玉 ゲ 0発 内 1,053発 計 1,053発
- 第43回 2007年2月15日 ゲスト アドゴニー・ロロ 対戦台 CRぱちんこウルトラマン（京楽産業）
出玉 ゲ 8,965発 内 0発 計 8,965発
- 第44回 2007年2月22日 ゲスト 夏木陽介、かとうあつき 対戦台 CRGメン'75（大一商会）
出玉 ゲ 332発 内 3,391発 計 3,723発
- 第45回 2007年3月1日 ゲスト 相澤仁美 対戦台 CRフィーバーキャプテンハーロック（SANKYO）
出玉 ゲ 0発 内 0発 A 1,559発 計 1,559発 内山、相澤ともに全滅のためドル箱エンジェルスが参加。
- 第46回 2007年3月8日 ゲスト 堀田ゆい夏 対戦台 CR新世紀エヴァンゲリオン 〜奇跡の価値は〜（ビスティ）
出玉 ゲ 0発 内 0発 計 0発
- 第47回 2007年3月15日 ゲスト 前田健 対戦台 CR機動新撰組萌えよ剣（タイヨーエレック）
出玉 ゲ 1,167発 内 0発 計 1,167発
- 第48回 2007年3月22日 ゲスト 中田久美 対戦台 CRぱちんこアタックNo.1（京楽産業）
出玉 ゲ 5,926発 内 0発 計 5,926発
- 第49回（最終回） 2007年3月29日 ゲスト パッション屋良 対戦台 CR新世紀エヴァンゲリオン 〜奇跡の価値は〜（ビスティ）
出玉 ゲ 5,424発 内 2,453発 計 7,877発

## 現在の出演者
- エハラマサヒロ（レギュラーMC、2025年4月15日 - ）
- 塩見きら（レギュラーMC、2025年4月15日 - ）
- 天野麻菜（ドル箱ナビゲーター、2025年4月15日 - ）
- むたあきこ（協賛パチンコホール「楽園」マスコットキャラのパラオくん・子分ヤバイラーの声、2011年4月5日 - ）
- 道井悠（ナレーター、2025年4月4日〈二週に渡って放送された、ドル箱特別編から担当。現場収録ゲストとしても出演経験有〉 - ）

## 過去の出演者
- 斉木しげる（番組開始 - 2003年4月）※2005年10月の最終回にゲスト出演
- アロハブラザース（ブラザートム・デビット伊東）（2003年4月 - 2004年9月）
- 内山信二（2004年10月 - 2005年10月、2006年4月 - 2008年3月）
- 山崎まさや（2008年4月 - 2011年3月29日）
- 及川奈央（2011年4月5日 - 2013年9月24日）
- サンドウィッチマン（2011年4月5日 - 2016年9月27日）
- ホリ（2016年10月4日 - 2022年3月29日）
- 岸明日香（2016年10月4日 - 2022年3月29日）
- 純烈（2022年4月5日 - 2025年3月25日）

## アシスタント
- ドル箱エンジェルス（2006年7月 - 2008年3月）
  - 一戸恵梨子（通称：エンジェル[9]、旧芸名：高田恵梨子）
  - 藤原郁美（通称：デビル[10]）
- 新ドル箱エンジェルス（2008年4月 - 6月）
  - 長門石茉央⇒朝比奈茉央（途中から改名?）
  - 中山好乃（途中から予告なく出演なし。その後復帰）
  - 南まりか
- 新々ドル箱エンジェルス（2008年7月 - 2011年3月29日）
  - 南まりか
  - Erina
- M-3hree（2012年4月 - 2013年9月）
  - くぼたみか（2012年4月3日 - 2013年9月24日）
  - 三島ゆかり（2012年4月3日 - 2013年9月24日）
  - 大津琴子（2012年4月3日 - 2012年9月25日[11]）[12]
  - 彩木里紗（2012年10月 - 2013年9月24日）

## ドル箱ナビゲーター
- チャーミー中元（2008年10月 - 2011年3月29日）
- かおりっきぃ☆（2011年4月5日 - 2013年9月24日）
- 2013年10月 - からは固定のナビゲーターではなく、下記のメンバーが不定期担当となっている。
  - 森本レオ子
  - ヒラヤマン
  - みさお
  - 神谷玲子
  - 成田ゆうこ
  - 髙田純子
  - 政重ゆうき
  - 倖田柚希
  - ナミ
  - しおねぇ
  - 工藤らぎ
  - ピラミ△
  - すずか
  - MYME
  - 柳まお
  - りんか隊長
  - 天野麻菜

## ナレーター
- 櫻庭裕士（1995年10月 - 2025年3月25日　前身番組のパチンコスタジアムから引き続き担当。「V」以降は協賛パチンコホール「楽園」マスコットキャラのキングヤバイラーの声も兼任）

## スタッフ
- 構成：清隼一郎、槙田英司
- ロケ技術：千代田ビデオ
- 編集・MA：FKstudio
- 音効：河手康良
- ディレクター：中村貴一、石井和章、秋葉裕二、三谷正明、佐藤史弥
- 総合演出：白石一幸
- AP：高橋愛
- プロデューサー：田中秀樹→青木勇人
- 制作協力：キメラ

## ネット局と放送時間
| 放送対象地域 | 放送局               | 系列         | 放送時間             |
| ------------ | -------------------- | ------------ | -------------------- |
| 関東広域圏   | テレビ東京（制作局） | テレビ東京系 | 火曜日 25:00 - 25:30 |
| 北海道       | テレビ北海道         | テレビ東京系 | 月曜日 26:05 - 26:35 |
| 青森県       | 青森朝日放送         | テレビ朝日系 | 金曜日 24:50 - 25:20 |
| 滋賀県       | びわ湖放送           | 独立局       | 火曜日 26:15 - 26:45 |
| 奈良県       | 奈良テレビ           | 独立局       | 金曜日 24:30 - 25:00 |
| 山口県       | 山口朝日放送         | テレビ朝日系 | 土曜日 26:47 - 27:17 |

※TXN系のうち、旧ドル箱をネットしていたテレビ大阪、テレビ愛知、TVQ九州放送はをネットしておらず、テレビ大阪は「P-1ゴールドラッシュ」、テレビ愛知は「アイドルの巣 ジャンバリ荘」、TVQ九州放送は「パチンコプレイガイドTV」と地元のパチンコ店を舞台にした独自の番組を制作・放送している。
ただし、テレビ東京での現時間での放送は9月24日までで、同枠の10月1日以降は深夜アニメ枠が30分新たに拡大されることが決まった。（8月21日にブロッコリーのHP上で発表された。）このため、2006年10月以降は木曜日の26:15 - 26:45の放送になり、2007年4月以降は月1回（月末）の放送となる。
なお先述の通り週1回のレギュラー放送に復帰したことで、テレビ北海道とテレビせとうちはネットを再開したが、テレビせとうちは2016年10月までの放送で終了している。現在はローカル深夜番組編成でパチンコ関連の番組はない。
びわ湖放送と奈良テレビでは、この番組に加え「P-1ゴールドラッシュ」をネット。びわ湖放送では「アイドルの巣 ジャンバリ荘」もネットしていた。
BSジャパンでも毎週土曜日24:30 - 25:00⇒毎週日曜日24:35 25:05（2016年4月以降）に放送していたが、2016年6月26日深夜（放送日は6月27日）をもって打ち切られた。